# Invariant
En mathématiques, le mot invariant possède suivant le contexte différentes significations. Par exemple, le seul nombre égal à son triple est zéro, le seul élément invariant d’une fonction qui multiplie par trois n’importe quel nombre, réel ou entier. Les notions d’invariance interviennent aussi bien en géométrie et en topologie qu’en analyse et en algèbre.

## Invariant d'une transformation

Un carré est globablement invariant par une rotation d'un quart de tour de centre le centre du carré ;
ce centre est un point invariant par la rotation.

Si g : E→E est une application, un invariant de g est un point fixe, c'est-à-dire un élément x de E qui est sa propre image par g :
{\displaystyle g(x)=x~.}
Pour une telle application g, une partie P de E est dite :
- invariante point par point si tous ses éléments sont des points fixes ;
- globalement invariante par g, ou stable par g, si {\displaystyle g(P)\subset P}, c'est-à-dire : {\displaystyle \forall x\in P:g(x)\in P} (cette propriété est moins forte que la précédente).

Ces notions interviennent souvent en systèmes dynamiques, pour les transformations géométriques et pour les actions de groupe. En effet, les invariants d'une application peuvent apporter des informations à son sujet.
- En géométrie euclidienne, l'unique point invariant d'une similitude directe (qui n'est pas une translation) du plan euclidien sera son centre.
- En réduction des endomorphismes, un sous-espace vectoriel F de E est dit invariant par une application linéaire g lorsqu'il est globalement invariant par g.
- Pour une action (à gauche) d'un groupe G sur un ensemble X, un point x est dit invariant lorsque pour tout élément g de G on a : g.x = x.

## Propriété invariante
Une propriété est dite invariante lorsqu'un procédé ne la modifie pas. Une propriété concerne un objet ou un ensemble d'objets donné. Différentes constructions peuvent être menées pour construire des objets de nature similaire : partie, complémentaire, somme, produits, quotient, recollement, extension…
L'invariance d'une propriété caractérise sa stabilité sous ces constructions.

## Au sens de lathéorie des catégories
Pour une catégorie donnée, un invariant est une quantité ou un objet associé(e) à chaque objet de la catégorie, et qui ne dépend que de la classe d'isomorphisme de l'objet, éventuellement à isomorphisme près.
Le langage des invariants est particulièrement adapté à la topologie algébrique.

## En théorie des graphes
On dit qu'un nombre associé à un graphe est un invariant de graphe, s'il n'est pas modifié par un isomorphisme de graphes. Par exemple, le nombre chromatique est un invariant de graphe.

## Généralisation
Dans la résolution de problèmes, le principe d'invariant peut être généralisé à celui de variant. Savoir comment une certaine quantité varie peut permettre de progresser dans une démonstration.
Un cas particulier de variant est le monovariant, qui varie de manière monotone à chaque étape. Cette nouvelle contrainte peut par exemple montrer qu'un algorithme se termine toujours.
Les invariants sont des cas particuliers de variants et de monovariants.